# Good Feeling (EP)
Good Feeling – minialbum amerykańskiego rapera Flo Ridy, wydany 6 kwietnia 2012 roku przez wytwórnię Sony Music. Na albumie znalazło się sześć najpopularniejszych singli Flo Ridy oraz dwa remiksy tytułowego singla "Good Feeling". Album wydany został wyłącznie w Australii i Nowej Zelandii w celu promocji trasy koncertowej rapera.

## Lista utworów
1. "Good Feeling"
2. "Club Can't Handle Me"
3. "Wild Ones"
4. "Turn Around (5, 4, 3, 2, 1)"
5. "Who Dat Girl"
6. "Low"
7. "Good Feeling" (Carl Tricks remix)"
8. ""Good Feeling" (Jaywalker remix)"

## Notowania
| Kraj          | Lista | Pozycja |
| ------------- | ----- | ------- |
| Australia     | ARIA  | 12      |
| Nowa Zelandia | RIANZ | 5       |